# Sonia Bien-Aime
Sonia Bien-Aime (* 3. Dezember 1971) ist eine Sportfunktionärin der Turks- und Caicosinseln. 
Sie war von 2015 bis 2016 Mitglied des FIFA-Exekutivkomitees und ist Mitglied des Exekutivkomitees der CONCACAF. Sie ersetzte im FIFA-Rat den in Zürich verhafteten Eduardo Li. 
Bien-Aime wuchs auf Grand Turk Island auf und hat vier Schwestern und einen Bruder.